# أكبر الكائنات الحية
يمكن تحديد أكبر الكائنات الحية التي توجد على الأرض وفقا لجوانب مختلفة من حجم الكائن ، مثل: الكتلة والحجم والمساحة، الطول، الارتفاع، أو حتى حجم الجينوم. بعض الكائنات الحية تتجمع معا لتشكيل كائن سوبر (مثل النمل أو النحل)، ولكن هذه لا تصنف من الكائنات الحية الكبيرة. إن الحاجز المرجاني العظيم هو أكبر هيكل في العالم يتكون من كيانات حية، ويمتد بطول 2,000 كم، ولكنه يحتوي على العديد من الكائنات الحية لكثير من الأنواع.
وكثيرا ما ينظر إلى أحجام الكائنات المدرجة هنا أنها «ذات حجم شاذ» و ليست في نطاق الحجم العادي للمجموعات المناظرة.

## النباتات

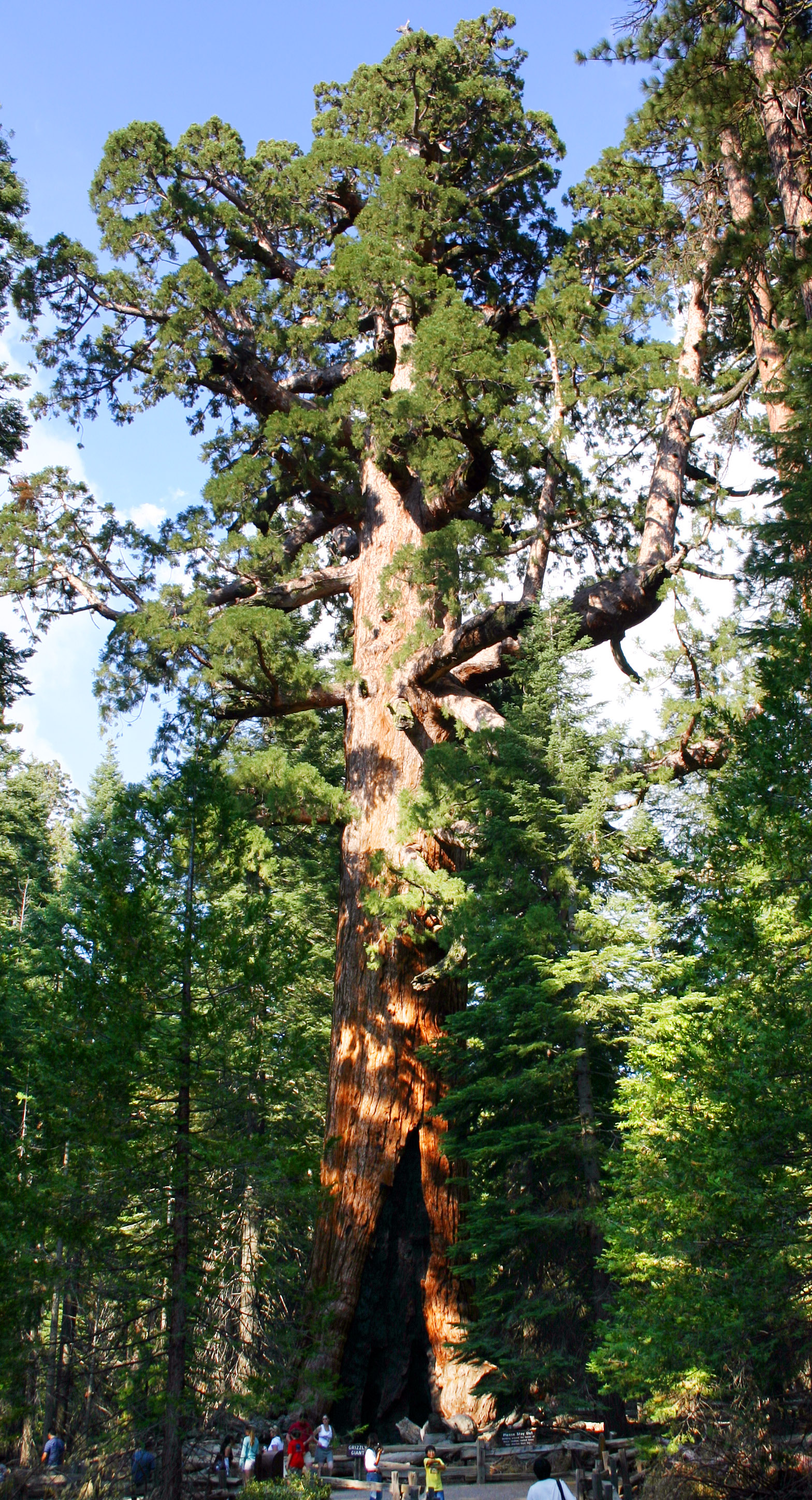
سكويا عملاقة

النبات الأكبر من حيث حجم الخشب والكتلة هو السكويا العملاقة، إذ يتراوح طولها ما بين 70–85 متراً، ومع أن قريبتها السيكويا دائمة الخضرة ليست كبيرة جداً من حيث الحجم إلا أنها أطول منها، إذ يصل طولها الأقصى إلى 115,55 متر.
أطول النباتات كاسيات البذور هو نوع من أنواع شجر الكينا يسمى: Eucalyptus regnans، وأطول النباتات الطحلبية هو نبات يسمى: Dawsonia superba.
الأشجار متعددة الجذع مثل تين الهند يمكن أن تكون هائلة. ثيماما مارمانو في الهند نتشر على مساحة 1.0 ها (2.5 أكر).

## الحيوانات

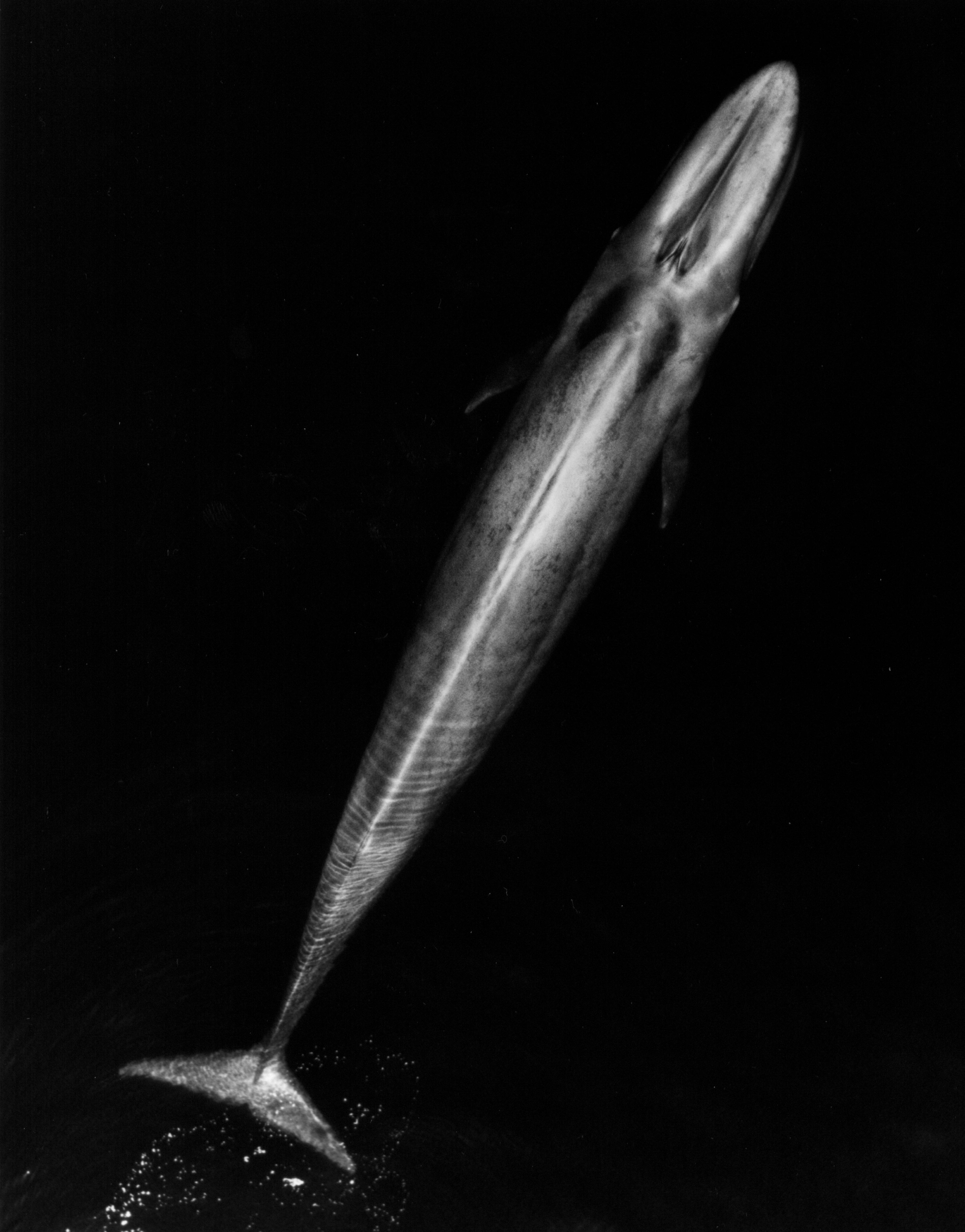
الحوت الأزرق هو أثقل حيوان معروف من أي وقت مضى ليكون موجودا.

إن عضوا في رتبة الحيتان ، وهو الحوت الأزرق ( حوت أزرق )، يعتقد أن يكون هو أضخم المخلوقات أو الحيوانات التي عاشت. وكان أقصى وزن قد سجل هو 190 طن فبالنسبة لعينة طولها 30 متر (98 قدم), بينما العينات الأطول حتى33.4 متر (110 قدم), قد تم تسجيلها ولكن لم توزن.
إن فيل الأحراش الأفريقي ( فيل الأحراش الأفريقي )، من الخرطوميات (رتبة)، هو أكبر حيوان بري عاش في الغابات. وهو يستوطن العديد من الموائل المفتوحة في أفريقيا جنوب الصحراء الكبرى، هذا الفيل يزن عادة عند ولادته تقريبا 100 كيلوغرام (220 رطل).[بحاجة لمصدر] وكان أكبر الأفيال التي سجلت على الإطلاق قد قتل بالرصاص في أنغولا في عام 1974. وكان قياس الذكر يبلغ 10.7 متر (35 قدم) من الجذع إلى الذيل و 4.2 متر (14 قدم) ملقى على جانبه في خط جانبي من أعلى نقطة من الكتف إلى إخمص قدمه الأمامية، مما يشير إلى ارتفاع الكتف الدائم لل 4.0 متر (13.1 قدم).
جدول أثقل الحيوانات الحية
أثقل الحيوانات الحية كلها حيتانيات، وبالتالي أيضا أكبر الثدييات التي عاشت.وحيث أنه لا يمكن إستيعاب حجم الجسم كله لحوت كبير، فقد تم وزن معظم الحيتان مقسمة إلى أجزاء.
| مرتبة | حيوان                   | متوسط كتلة [tonnes] | الكتلة القصوى [tonnes] | متوسط الطول الإجمالي [m (ft)] |
| ----- | ----------------------- | ------------------- | ---------------------- | ----------------------------- |
| 1     | الحوت الأزرق            | 110                 | 190                    | 24 (79)                       |
| 2     | حوت شمال الهادي الصائب  | 60                  | 120                    | 15.5 (51)                     |
| 3     | حوت زعنفي               | 57                  | 120                    | 15.25 (50)                    |
| 4     | حوت مقوس الرأس          | 54.5                | 120                    | 15 (49)                       |
| 5     | حوت شمال الأطلسي الصائب | 55                  | 100                    | 15 (49)                       |
| 6     | حوت صائب جنوبي          | 58                  | 110                    | 19.5 (64.3)                   |
| 7     | حوت العنبر              | 31.25               | 57                     | 13.25 (43.5)                  |
| 8     | جمل البحر               | 29                  | 48                     | 13.5 (44)                     |
| 9     | حوت ساي                 | 22.5                | 45                     | 14.8 (49)                     |
| 10    | حوت رمادي               | 19.5                | 45                     | 13.5 (44)                     |

جدول أثقل الحيوانات البرية
وفيما يلي قائمة من أعنف الحيوانات البرية البرية، وهي كلها الثدييات. يتم سرد الفيل الأفريقي الآن عن اثنين من الأنواع، وفيل الأحراش الأفريقي وفيل الغابات الإفريقي، كما أنها تعتبر عموما تتكون من نوعين منفصلين.
| مرتبة | حيوان                     | متوسط الكتلة [tonnes] | أقصى كتلة [tonnes] | متوسط الطول الإجمالي [m (ft)] |
| ----- | ------------------------- | --------------------- | ------------------ | ----------------------------- |
| 1     | فيل الأحراش الأفريقي      | 4.9                   | 12.7               | 6 (18)                        |
| 2     | الفيل الآسيوي             | 4.15                  | 8.0                | 6.8 (22)                      |
| 3     | فيل الغابات الأفريقي      | 2.7                   | 6.0                | 6.2 (20)                      |
| 4     | وحيد القرن الأبيض[محل شك] | 2.1                   | 4.5                | 4.4 (14.5)                    |
| 5     | وحيد قرن هندي             | 1.9                   | 4.0                | 4.2 (13.9)                    |
| 6     | فرس النهر                 | 1.8                   | 4.5                | 4 (13.2)                      |
| 7     | وحيد القرن الأسود         | 1.8                   | 2.9                | 4 (13.2)                      |
| 8     | وحيد قرن جاوة             | 1.6                   | 2.3                | 3.8 (12.5)                    |
| 9     | زرافة                     | 1.0                   | 2                  | 5.15 (16.9)                   |
| 10    | جاور                      | 0.95                  | 1.5                | 3.8 (12.5)                    |

### فقاريات

#### الثدييات (الثدييات)
الحوت الأزرق هو أكبر الثدييات المائية. أكبر الثدييات البرية هو فيل الأحراش الأفريقي .

#### الثدييات الجذعية (مدموجة الأقواس)

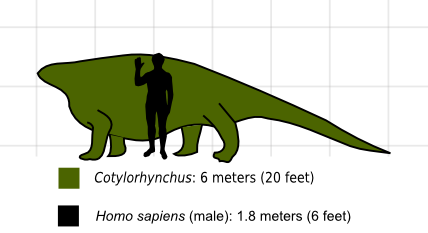
مقارنة بين الإنسان إلى سينابسيدا ضخمة أكبر من سينابسيدا من غير الثدييات.

حقبة عصر برمي سينابسيدا ضخمة, من ما هو الآن جنوب الولايات المتحدة، وربما كان أكبر من كل سينابسيدا ضخمة (معظمها انقرضت قبل 250 مليون سنة)، بطول 6 أمتار (20 قدم) وتزن 2 طن. وكان أكبر سينابسيدا ضخمة آكلة اللحوم  أنتنيوساتويرس  من ما هو الآن جنوب أفريقيا خلال الأوسط العصر البرمي العصر. ' أنتنيوساتويرس' وكان 5-6 متر 16-20 قدم لفترة طويلة، ووزنه حوالي 500-600 كجم (1,100-1,300 رطل).
- بليكوصور

وكانت أكبر بليكوصور في  سينابسيدا ضخمة المذكورة مسبقا،,وكانت أكبر الكائنات الحية المفترسة كان  ديميترودون  من ما هو الآن أمريكا الشمالية، ويبلغ طوله 3.1 متر (10 قدم) ووزنه 250 كجم 550 رطلا .
- ثيرابسيدا

نوع منقرض ثيرابسيدا  وكان أكبر ثيرابسيدا من غير الثدييات، ويبلغ وزنها 700 إلى 1,000 كجم (1,500 إلى 2200 ) رطلا، ويبلغ طوله حوالي 5 أمتار (16) قدم. أكبر آكلة اللحوم نوع منقرض ثيرابسيدا  كان قد سبق ذكره ثيرابسيدا المنقرضة.

#### الزواحف (زواحف)

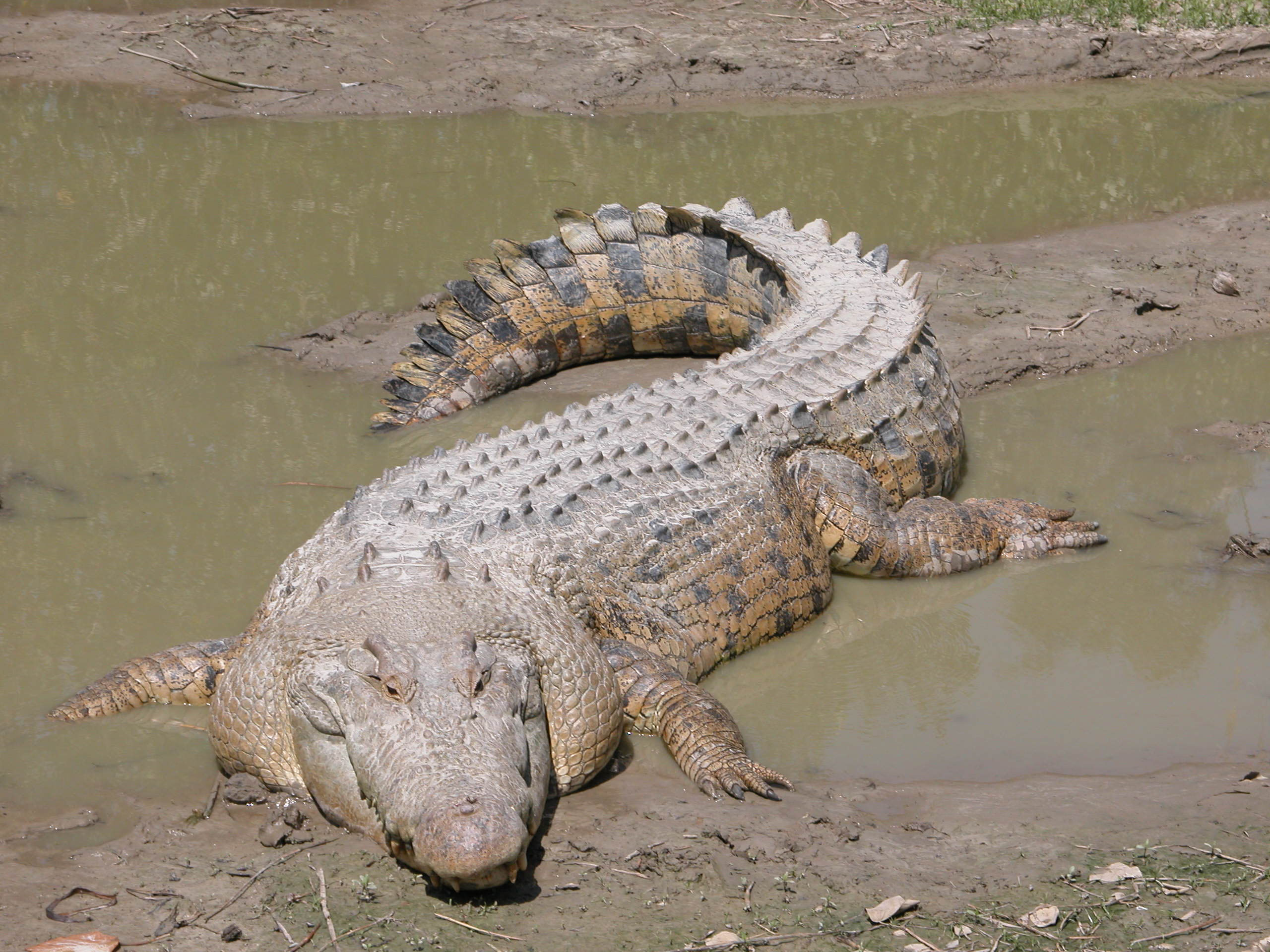
تمساح المياه المالحة هو من أكبر الزواحف الحية

الزواحف من غير الطيور، أكبر ممثل لرتبة تمساحيات، هو تمساح المياه المالحة (تمساح المياه المالحة) من جنوب آسيا وأستراليا، وتبلغ الذكور البالغة عادة 3.9- 5.5 متر (13- 18) قدما في الطول. وكان أكبر تمساح المياه المالحة مسجل على الإطلاق 6.3 مترا(20.7) قدم، ووزنه أكثر من (1,360 ) كجم (3,000 )رطل. وتوجد تقارير غير مؤكدة عن التماسيح أكبر من ذلك بكثير، ولكن فحص رفات غير مكتملة لديهم لم يسجل طول أكبر من (7) أمتار (23) قدم. أيضا، عينة حية قدرت ب(7)أمتار (23) قدم و 2,000 كجم (4,400) رطل وقد تم قبولها في موسوعة جينيس للارقام القياسية العالمية. ولكن نظرا لصعوبة حصر وقياس تمساح حى ضخم، لم يتم بعد التحقق من دقة هذه الأبعاد. تم العثور على عينة عملاقة على قيد الحياة في الفلبين في عام 2011 (حاليا تم أسرها في حديقة الحيوان) في قياس (6.17) مترا (20.2) قدما في الطول.
إن تنين كومودو (فارانوس كومودوانسيس)، المعروف أيضا باسم «كومودو مونيتور»، هو نوع كبيرة السحالى وجدت في جزر إندونيسيا كومودو، جزيرة رنكا، فلوريس، جيلي موتانج، و بادار. إنها عضو لأسرة الورل (ورل)، هو أكبر أنواع الكائنات الحية من السحالى، تنمو إلى الحد الأقصى لطول 3 أمتار (10) أقدام في حالات نادرة، ويصل وزنها إلى ما يقرب من 70 كجم (150) رطلا.
جدول أثقل الزواحف الحية
وفيما يلي قائمة من أثقل أنواع الزواحف الحية، التي تهيمن عليها التماسيح. وخلافا للأوزان العليا من الثدييات والطيور والأسماك، فإن كثيرا منها لم يتم توثيقها بعناية في الزواحف، وكثير منهم عرضة للتخمين وعدم الدقة .
| مرتبة | حيوان                     | متوسط الكتلة [kg (lb)] | الكتلة القصوى [kg (lb)]    | متوسط الطول الإجمالي [m (ft)] |
| ----- | ------------------------- | ---------------------- | -------------------------- | ----------------------------- |
| 1     | تمساح المياه المالحة      | 450 (990)              | 2,000 (4,400)              | 4.5 (14.8)                    |
| 2     | تمساح النيل               | 410 (900)              | 1,090 (2400)               | 4.2 (13.8)                    |
| 3     | تمساح أورينوكو            | 380 (840)              | 1,100 (2,400)[بحاجة لمصدر] | 4.1 (13.5)                    |
| 4     | سلحفاة المحيط جلدية الظهر | 364 (800)              | 932 (2,050)                | 2.0 (6.6)                     |
| 5     | تمساح الإستوائي الأسود    | 350 (770)              | 1,100 (2,400)              | 3.9 (12.8)                    |
| 6     | تمساح أمريكي              | 335 (739)              | 1,000 (2,200)              | 4.0 (13.1)                    |
| 7     | تمساح جافيال              | 250 (550)              | 977 (2,150)                | 4.5 (14.8)                    |
| 8     | قاطور أمريكي              | 240 (530)              | 1,000 (2,200)              | 3.4 (11.2)                    |
| 9     | مجار                      | 225 (495)              | 500 (1,100)[بحاجة لمصدر]   | 3.3 (10.8)                    |
| 10    | جافيال كاذبة              | 210 (460)              | 500 (1,100)[بحاجة لمصدر]   | 4.0 (13.1)                    |
| 11    | سلحفاة ألدابرا العملاقة   | 205 (450)              | 360 (790)                  | 1.4 (4.6)                     |
| 12    | سلحفاة بحرية ضخمة الرأس   | 200 (441)[بحاجة لمصدر] | 545 (1202)                 | 0.95 (3.2)                    |
| 13    | تمساح رفيع-بأنف طويل      | 180 (400)              | 325 (720)                  | 3.3 (10.8)                    |
| 14    | السلحفاة غالاباغوس        | 175 (390)              | 400 (880)                  | 1.5 (4.9)                     |

#### الديناصورات (ديناصور)

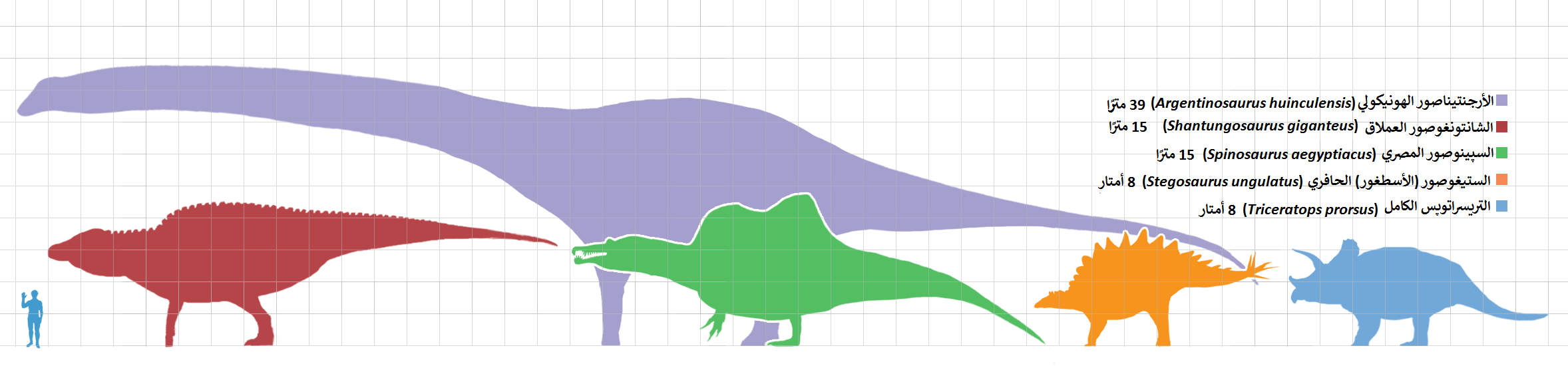
مقياس الرسم مقارنة الإنسان وأكبر الديناصورات المعروفة من منظومة الخمس الكبرى.

انظر أيضاً: أكبر حيوانات ما قبل التاريخ

انقرضت الآن، باستثناء الطيور، والتي هي من نسل الوحوش ذوات الأقدام.
- أي من رتيبة (صوروبودا) من الديناصورات العاشبة رباعية الأرجل سحليات الورك (كما في حال جنس صوروبودا) من العصر الجوراسي والطباشيري ويتميز بطول العنق والذيل، مع رأس صغير، وخمسة أصابع ويميلون إلى المشي بطريقة أصابعي السير (صوروبودا)
  - أكبر الديناصورات، وأكبر الحيوانات التي عاشت من أي وقت مضى على الأرض، وهي من آكلات النبات، صوروبودا طويلة العنق. الأطول والأثقل تعرف من هيكللها العظمي الكامل هو عينة غير ناضجة  جيرافاتيتان  اكتشفت في تنزانيا بين 1907 و 1912، ونقلت الآن إلى متحف هومبولت في برلين. ومن 12 م (40 قدم) في الطول ووزنه يتراوح بين 23-37 طن. والطول هو 25 م (82 قدم) ولقد اكتشفت عينة بالغة الطول من ديبلودوكس في وايومنغ ، ونقلت إلى كارنيجي الطبيعية متحف التاريخ في بيتسبرغ في عام 1907. وهي أنواع لم تسمى من تيتانصور وجدت في الأرجنتين في عام 2014 ويقدر أنه قد تم تقديرها ب 40 م (130 قدم) و 20 م (65 قدم) في الطول، ويبلغ وزنها 77 طنا.[90]
  - كانت هناك صوروبودا أكبر، ولكن هي معروفة فقط من عدد قليل من العظام التي تم العثور عليها . قد تم اكتشاف جميع أصحاب السجل الحالي
  - قبل عام 1971، وتشمل  ارجنتينوسورس ، والتي قد تبلغ 73 طنا في الوزن. سوبر ساورس التي قد وصلت إلى 34 م (112 قدم) في الطول و ساوروبوزيدون الذي ربما كان 18 م (60 قدم) في الطول . وتشمل اثنين من هذه الصربوديات الأخرى بروهاتکایوسور وأمفيسيلياس . والمعروف ان كلاهما من شظايا. 'بروهاتکایوسور فقط ربما كان بين 40-44 متر (130-145 قدم) في الطول و175-220 طن في الوزن وفقا لبعض التقديرات.[91] صوروبودا ربما كان ما يقرب من 58 مترا و122.4 طن متري في الوزن.
- ثيروبودا (ثيروبودا)
  - أكبر ذوات الأقدام المعروفة من هيكل عظمي كامل تقريبا هو  تيرانوصور   ركس  العينات الملقب ب "سو"، الذي اكتشف في ولاية ساوث داكوتا في عام 1990 والذي مقره الآن في متحف فيلد شيكاغو. كان 12.3 م (40 قدم) في الطول ووزنه 6-9,5 طن اعتمادا على الطريقة المستخدمة.[92]
  - The largest theropod known from fragmentary remains is arguably سبينوصور aegyptiacus of the mid-Cretaceous, the largest حيوان أرضي predator known to exist. Size estimates range from 12.6 to 18 m (41 to 59 ft) long and 7 to 20.9 tonnes for the largest individual found. The lack of agreement lies in the lack of a complete skeleton, the unknown proportion of the head to the body and the unknown function of the massive sail.[بحاجة لمصدر]
  - Other large theropods not known from a complete skeleton include جيجانوتوصور carolinii (est. 12.2–13.2 m and 6.5-13.8 tonnes) and كاركارودونتوسوريس saharicus (est. 12–13 m and 6-15 tonnes).[بحاجة لمصدر]
- Armored Dinosaurs (ديناصورات مدرعة)

The largest ديناصورات مدرعةns were عظاءة ملتحمة and ستيغوصور, from the Late Cretaceous and Late Jurassic periods (respectively) of what is now North America, both measuring up to 9 m (30 ft) in length and estimated to weigh up to 6 tonnes.
- Ornithopods (أورنيثوبودات)

The largest ornithopods, were the هادروصورياتids شانتونجوصور, a late Cretaceous dinosaur found in the Shandong Peninsula of China, and ماجناباليا from the late Cretaceous of North America. Both species are known from fragmentary remains but are estimated to have reached over 15 m (50 ft) in length and were likely the heaviest non-sauropod dinosaurs, estimated at over 23 tonnes.
- Ceratopsians (سيراتوبسيا)

The largest سيراتوبسياns were تريسيراتوبس and its ancestor Eotriceratops from the late Cretaceous of North America. Both estimated to have reached about 9 m (30 ft) in length and weighed 12 tonnes.